# Capra napoletana
La Capra napoletana o Capra torca nera, è un mammifero domestico, appartenente alla specie Capra hircus, della famiglia Bovidi.

## Distribuzione geografica
Razza autoctona della Città metropolitana di Napoli, è presente in particolare alle falde del Vesuvio e sul versante napoletano dei Monti Lattari.

Originariamente, alla fine del XIX secolo, era diffusa anche nelle provincie di Salerno e Caserta.

## Allevamenti
Negli ottanta del XX secolo si contavano circa 3000 capre, mentre al 2009 i numeri parlavano di 400-500 capi, facendo della capra napoletana un animale a forte rischio di estinzione.

Nel 2002 fu istituito il Registro Anagrafico, ma gli unici capi che risultavano iscritti erano i 15 allevati presso lo Zoo di Napoli, segno che i greggi da reddito erano spariti.

## Caratteristiche e produzione
La Napoletana è una capra di taglia media, dalla testa piccola con corna di tipo alpino e tettole. Le orecchie sono pendenti ed è priva di barba. Il torace e l'addome sono ben sviluppati. Il mantello, dal pelo corto, può presentarsi nero con piccole chiazze rosso-chiaro, oppure rosso scuro con chiazze più chiare.

L'altezza media al garrese, per i becchi è di circa 80 cm. e per le femmine è di 72 cm. Il peso medio dei becchi è compreso tra i 60–65 kg, per le femmine 50-55.
La produzione media di latte in 165 giorni, per le pluripare e di circa 450 litri, per le primipare di 350. Con il suo latte si produce il formaggio Caso peruto (cacio perso).
La produzione di carne è ricavata dal capretto quando questi ha un peso di 9–12 kg.